# Therapsider
Therapsider (Therapsida), tidigare betecknad som "däggdjursliknande kräldjur", var en systematisk grupp av ryggradsdjur i gruppen amnioter. Tillsammans med gruppen Pelycosauria bildar de ett taxon med namnet Synapsida.
I djurgruppen therapsider finns däggdjurens förfäder. Medlemmar i gruppen (om dagens däggdjur räknas bort) levde från mellersta perm till mellersta jura. I gruppen är mer än 1000 arter kända som är fördelade på över 400 släkten.
De första kända fossilen av therapsider hittades 1838 i Ryssland och 1845 i Sydafrika. En av de första biologer som forskade om dessa djur var Richard Owen (1804–1892).
Det vetenskapliga namnet är bildat av de grekiska orden thērion (vilddjur) och apsis (båge).
De flesta arter blev upp till en meter långa men medlemmarna i underordningen Dinocephalia nådde en längd av 5 meter. Benet som hos däggdjuren utgör hela underkäken (Dentale eller Mandibula) är större än samma ben hos Therapsidernas förfäder. Samtidig minskade andra ben av underkäken i storlek.

## Viktiga evolutionära förändringar
Däggdjurens förfäder tillhörde undergruppen Theriodontia. Med följande drag avskiljde de sig från sina föregångare.
- Tanduppsättningen med olikartade tänder[1]
- Ungarnas mjölktänder byts till permanenta tänder (bara hos några släkten)
- Skallens bakre del blir större (mer plats för hjärnan)
- Tre små ben i mellanörat (hammaren, städet, stigbygeln)
- 7 halskotor
- Bröstkorgen avskiljs från övriga torso
- Extremiteterna står under kroppen, inte vid sidan[1]
- Kort svans
- Hår (bara hos senare medlemmar)
- Homeoterm (bara hos senare medlemmar)